# Acis tingitana
Acis tingitana är en amaryllisväxtart som först beskrevs av John Gilbert Baker, och fick sitt nu gällande namn av María Dolores Lledó, Aaron Paul Davis och Manuel Benito Crespo. Acis tingitana ingår i acissläktet som ingår i familjen amaryllisväxter.
Artens utbredningsområde är Marocko. Inga underarter finns listade i Catalogue of Life.

## Bilder

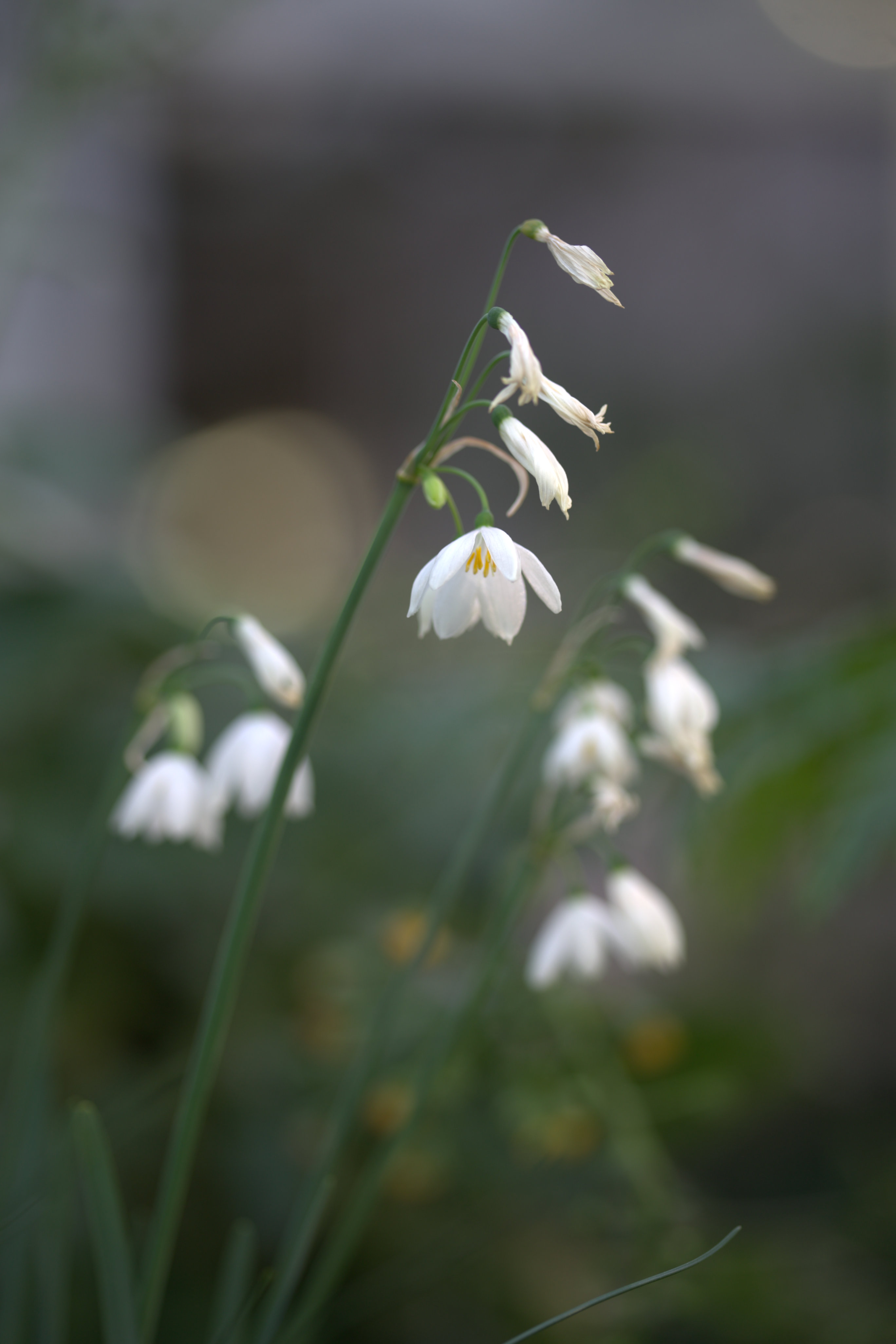